# Lan Bale
Lan Bale (* 7. September 1969 in Pietermaritzburg) ist ein ehemaliger südafrikanischer Tennisspieler.

## Leben
Bale begann im Alter von neun Jahren mit den Tennissport. 1987 stand er zunächst an der Seite von David Nainkin im Doppel-Halbfinale des Juniorenturniers der French Open, wo sie glatt in zwei Sätzen Jim Courier und Jonathan Stark unterlagen. Beim Juniorenturnier von Wimbledon desselben Jahres erreichte er zusammen mit Nicolás Pereira ebenfalls das Halbfinale. Noch als Amateur gewann er 1989 mit David Nainkin den Doppeltitel des ATP-Challenger-Turniers von Johannesburg. 1991 wurde er Tennisprofi. Bis 1993 errang er insgesamt vier Doppeltitel auf der ATP Challenger Tour, drei davon mit Nainkin. Im südafrikanischen Durban gelang ihm sein bislang größter Erfolg, der Titelgewinn der Doppelkonkurrenz des dortigen ATP-Turniers. Im Laufe seiner Karriere konnte er mit wechselnden Partnern vier Doppeltitel auf der ATP World Tour gewinnen. Seine höchste Notierung in der Tennis-Weltrangliste erreichte er 1993 mit Position 177 im Einzel sowie 1995 Position 27 im Doppel.
Sein bestes Einzelergebnis bei einem Grand-Slam-Turnier war das Erreichen der zweiten Runde der US Open 1993, als er als Qualifikant den Deutschen Carsten Arriens besiegte und danach in vier Sätzen gegen Thomas Enqvist unterlag. In der Doppelkonkurrenz erreichte er 1994 mit Brett Steven das Viertelfinale von Wimbledon. An der Seite von Amanda Coetzer stand er im selben Jahr zudem im Viertelfinale der Mixed-Konkurrenz der French Open.

## Turniersiege
| Legende                       |
| Grand Slam                    |
| Tennis Masters Cup            |
| ATP Masters Series            |
| ATP International Series Gold |
| ATP International Series (4)  |

### Doppel
| Nr. | Datum            | Turnier       | Belag     | Partner               | Finalgegner                    | Ergebnis      |
| --- | ---------------- | ------------- | --------- | --------------------- | ------------------------------ | ------------- |
| 1.  | 5. April 1993    | Durban        | Hartplatz | Byron Black           | Johan de Beer Marcos Ondruska  | 7:6, 6:2      |
| 2.  | 15. Mai 1994     | Coral Springs | Sand      | Brett Steven          | Ken Flach Stéphane Simian      | 6:3, 7:5      |
| 3.  | 16. Oktober 1994 | Tel Aviv      | Hartplatz | John-Laffnie de Jager | Jan Apell Jonas Björkman       | 6:7, 6:2, 7:6 |
| 4.  | 5. Mai 1996      | München       | Sand      | Stephen Noteboom      | Olivier Delaître Diego Nargiso | 4:6, 7:6, 6:4 |